# Heterostichus
Heterostichus is een monotypisch geslacht van straalvinnige vissen uit de familie van de beschubde slijmvissen (Clinidae).

## Soort
- Heterostichus rostratus Girard, 1854